# Никитин, Андрей Сергеевич
Андре́й Серге́евич Ники́тин (род. 26 ноября 1979, Москва) — российский государственный и политический деятель. Министр транспорта Российской Федерации с 8 июля 2025 года.
Генеральный директор Агентства стратегических инициатив по продвижению новых проектов (2011—2017). Губернатор Новгородской области с 14 октября 2017 по 7 февраля 2025 года (врио 13 февраля — 14 октября 2017). Заместитель министра транспорта Российской Федерации с 7 февраля по 7 июля 2025 года.

## Биография
Андрей Сергеевич Никитин родился 26 ноября 1979 года в городе Киржач Владимирской области (по документам - в Москве). После окончания вуза семья переехала в Миасс Челябинской области. Родители пенсионеры. Отец работал на заводе УралАЗ заместителем начальника прессово-кузовного производства, затем занимался бизнесом. Мать работала в администрации Миасса начальником финансов городской соцсферы, затем специалистом в Министерстве экономического развития в Москве.

### Образование
2001 — Государственный университет управления (Москва) по специальности «Государственное и муниципальное управление». Продолжил обучение в аспирантуре.
2008 — степень MBA Стокгольмской школы экономики.

### Научная деятельность
В 2006 году защитил диссертацию на тему «Стратегия организационных изменений как инструмент эффективного управления (теоретико методический аспект)» и стал кандидатом экономических наук.
2008 — доцент кафедры теории организации и управления ГУУ.
В 2018 году защитил диссертацию на соискание учёной степени доктора экономических наук на тему «Формирование и обеспечение эффективного функционирования региональных управленческих команд».

### Трудовая деятельность
Во время учёбы в университете в 1998 году проходил стажировку в Госдуме РФ, был помощником председателя комитета по международным делам Владимира Лукина.
Преддипломную практику проходил в аппарате полномочного представителя президента РФ в Южном федеральном округе Виктора Казанцева.
2000—2001 — заместитель генерального директора московского ООО «Блок блэк» (производство и продажа компьютерных комплектующих, оргтехники), затем был заместителем генерального директора по развитию сети ресторанов «Теремок».
В 2002 году работал в инвестиционной компании «Нефтегазинвест».

#### Рускомпозит
C 2002 по 2011 год работал в группе компаний «Рускомпозит», производящей стекловолокно, композиты и геосинтетические материалы
2002—2003 и 2004—2007 возглавлял «Торговый дом „Стеклонит“», входящий в группу «Рускомпозит».
2003—2004 — генеральный директор «Комплексные системы изоляции» (рулонные изоляционные материалы для газотранспортных систем и предприятий).
2007—2009 — генеральный директор «Стеклонит менеджмент».
2009—2011 — генеральный директор «Управляющая компания „Рускомпозит“».

#### Агентство стратегических инициатив
27 июля 2011 года по итогам открытого конкурса Андрей Никитин был избран генеральным директором Агентства стратегических инициатив (АСИ). 11 августа 2011 года распоряжением Правительства РФ назначен руководителем АСИ.
За период с 2012 по 2017 год, когда Никитин руководил агентством, Россия поднялась в рейтинге Doing Business со 120-й позиции на 35-ю. Это исследование проводил Всемирный банк, он сравнивал условия ведения бизнеса в 190 странах мира. 
Также за время работы Никитина в АСИ поддержано более 200 проектов в области промышленности, образования и социальной сферы. Была разработана программа, направленная на упрощение ведения бизнеса в России, и национальный рейтинг состояния инвестиционного климата в субъектах РФ.
В настоящий момент входит в наблюдательный совет Агентства.

### Государственная деятельность

#### Губернатор Новгородской области

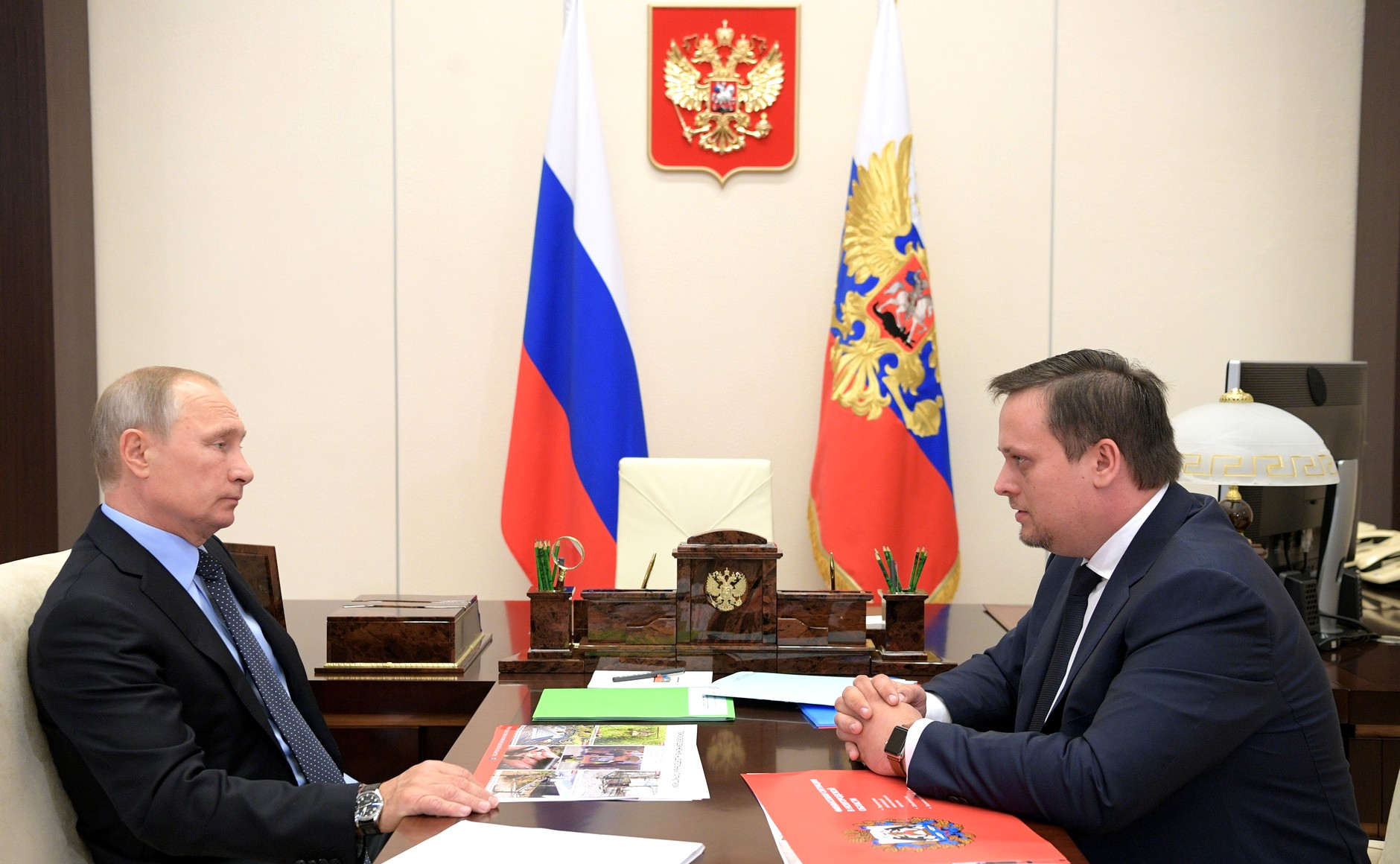
Во время встречи с Президентом России Владимиром Путиным.
Ново-Огарёво, 2 сентября 2017 года

13 февраля 2017 года указом Президента России Владимира Путина назначен временно исполняющим обязанности губернатора Новгородской области.
10 сентября 2017 года, набрав 67,99 % голосов избирателей, избран губернатором Новгородской области.
14 октября 2017 года вступил в должность губернатора Новгородской области.
На посту главы региона Никитин сосредоточился на цифровой трансформации, ремонте дорожной инфраструктуры, реформе системы здравоохранения и создании благоприятной среды для бизнеса. 
При участии губернатора статус ТОСЭР присвоен двум монопрофильным муниципальным образованиям рп. Угловка (2018 г.) и г. Боровичи (2019 г.), а в Великом Новгороде созданы бизнес-инкубатор и технопарк. 
С 22 ноября 2017 по 18 июля 2018 и с 21 декабря 2020 — член президиума Государственного Совета Российской Федерации.
В ноябре 2020 года был избран секретарем регионального отделения партии «Единая Россия» в Новгородской области. 
В 2018 году был инициатором реформы здравоохранения — значительное сокращение расходов, закрытие отделений в районных больницах и введения мобильной медицины (на автомобилях были смонтированы медицинские комплексы). В результате в Шимском районе прошли протесты, а в городе Окуловка медики провели итальянскую забастовку. Реформы отменены не были.
В 2022 году был переизбран на второй губернаторский срок. В ходе трёхдевного голосования Никитин одержал победу в первом туре, за него было отдано 120 539 голосов, что составило 77,03%. Жители региона впервые голосовали с помощью федеральной платформы дистанционного электронного голосования. 
В 2023 году был открыт Инновационный научно-технологический центр «Интеллектуальная электроника – Валдай». Проект нацелен на развитие электронной промышленности, реализуется по поручению Президента с 2021 года. Инициатором запуска выступил Новгородский государственный университет имени Ярослава Мудрого совместно с министерством промышленности и торговли Новгородской области. Основными направлениями работы центра стали разработка и создание электронно-компонентной базы, а также биомедицинских технологий и изделий.
При Никитине область поднялась сразу на 13 позиций в рейтинге регионов по качеству жизни (2022 г.), стала второй в стране в сфере «Институты для бизнеса» (2023 г.), заняла пятое место в рейтинге состояния инвестиционного климата субъектов РФ (2023 г.).
7 февраля 2025 года президент России Владимир Путин принял отставку губернатора Никитина по собственному желанию в связи с переходом на другую работу.

#### Министерство транспорта России
С 7 февраля 2025 года назначен заместителем министра транспорта РФ. В занимаемой должности курировал цифровую трансформацию, деятельность по информатизации и автоматизации транспортного комплекса страны, разработку и реализацию стратегии его развития, а также основных документов для этого. Ранее в Минтрансе этими задачами занимался Дмитрий Баканов, который за день до назначения Никитина был назначен главой госкорпорации «Роскосмос».
7 июля 2025 года назначен исполняющим обязанности министра транспорта РФ после отставки Романа Старовойта.
8 июля 2025 года с одобрения Государственной Думы назначен министром транспорта Российской Федерации. За назначение проголосовали 408 депутатов Госдумы. Проголосовавших против и воздержавшихся не было.

### Прочая деятельность
- Руководитель рабочей группы Госсовета по направлению «Социальная политика»[37].
- Входит в состав Президиума Совета при Президенте РФ по модернизации экономики и инновационному развитию России[38].
- Входит в наблюдательный совет Агентства стратегических инициатив по продвижению новых проектов.
- Входит в наблюдательный совет Федерального центра компетенций[39].
- Входит в комиссию РФ по делам ЮНЕСКО[40].
- Входил в общественную организацию «Деловая Россия». Возглавлял комитет по производству композитных материалов федерального межотраслевого совета и комитет по молодёжному предпринимательству. Выступал координатором проекта «Качество дорог России»[41].

## Награды
- Благодарность президента Российской Федерации (2014)[42]
- Медаль ордена «За заслуги перед Отечеством» II степени (2015)[43] — за достигнутые успехи в решении задач социально-экономического развития Российской Федерации
- Медаль ордена «За заслуги перед Отечеством» I степени (2020)[42]
- Орден Александра Невского (2023)[42]
- Знак отличия «За заслуги перед Новгородской областью» (2025) — за значительный вклад в социально-экономическое развитие[44]
- Медаль им. Н. Г. Богословского (2025) — за вклад в развитие Новгородского музея[45]

## Публикации
- Инвестиционный Рейтинг как инструмент стимулирования эффективности управления развитием регионов России // Экономическая политика. — 2016. — № 6. С.192 — 221.
- К вопросу о методологии измерения эффективности региональных управленческих команд в субъектах РФ // Государственная служба. — 2016. — № 6. С. 10 — 15.
- Участие руководителей муниципальных образований в работе региональных управленческих команд Российской Федерации // Муниципальная академия. — 2017. Апрель — июнь. № 2. С. 6 — 13.
- Метод дорожного картирования в деятельности региональных управленческих команд субъектов Российской Федерации // Российское предпринимательство. — 2017. — Том 18. — № 10. — С. 1579—1596.
- Организационные изменения в условиях кризиса. Возможна ли стратегия? // Вестник Университета (Государственный университет управления). — 2009. № 25. С.27-29.
- Никитин А. С. Формирование и развитие региональных управленческих команд в субъектах Российской Федерации: монография / А. С. Никитин. — М.: Издательский дом «Дело» РАНХиГС, 2017. — 234 с.
- Никитин А. С., Аврах И. Ю., Подшивалов Е. Н. Методические рекомендации по применению проектного управления при решении задач улучшения инвестиционного климата в субъектах РФ . М.: ООО «Буки Веди», 2015. — 105 с.
- Никитин А. С., Латфуллин Г. Р., Гимазова Ю. В., Блинова Н. В., Галактионов В. И., Серебренников С. С., Емельянова В. А. Развитие территорий / под ред. А. С. Никитина. М.: Просвещение, 2016. — 336с.

## Семья
Жена, Майя Викторовна (в девичестве Санникова) — акушер-гинеколог. Дочь Арина (2017), сын Ярослав (2022).

## Санкции
15 декабря 2022 года, на фоне вторжения России на Украину, внесён в санкционный список США за «призыв граждан на войну в ответ на недавний российский приказ о мобилизации».
1 апреля 2023 года внесён в санкции Украины за «поддержку/ поощрение/публичное одобрение политики РФ, направленной на проведение военных действия и геноцид гражданского населения в Украине». По аналогичным основаниям находится под санкциями Австралии и Новой Зеландии.